# 祝汝嘉
祝汝嘉，浙江钱塘人，清朝政治人物。
附贡出身。光绪十五年（1889年），代理利川知县。